# گوروانسایخان (دوندگووی)
گوروانسایخان (به لاتین: Gurvansaikhan) یک منطقهٔ مسکونی در مغولستان است که در استان دوندگاوی واقع شده‌است. گوروانسایخان ۵٬۴۱۶ کیلومتر مربع مساحت دارد.